# مارینا پلیزر
مارینا پلیزر (انگلیسی: Marina Pellizzer؛ زادهٔ ۸ فوریهٔ ۱۹۷۲) بازیکن فوتبال اهل ایتالیا است.
وی همچنین در تیم ملی فوتبال زنان ایتالیا بازی کرده‌است.